# Archimantis latistyla
Archimantis latistyla är en bönsyrseart som först beskrevs av Jean Guillaume Audinet Serville 1839.  Archimantis latistyla ingår i släktet Archimantis och familjen Mantidae. Inga underarter finns listade i Catalogue of Life.

## Bildgalleri

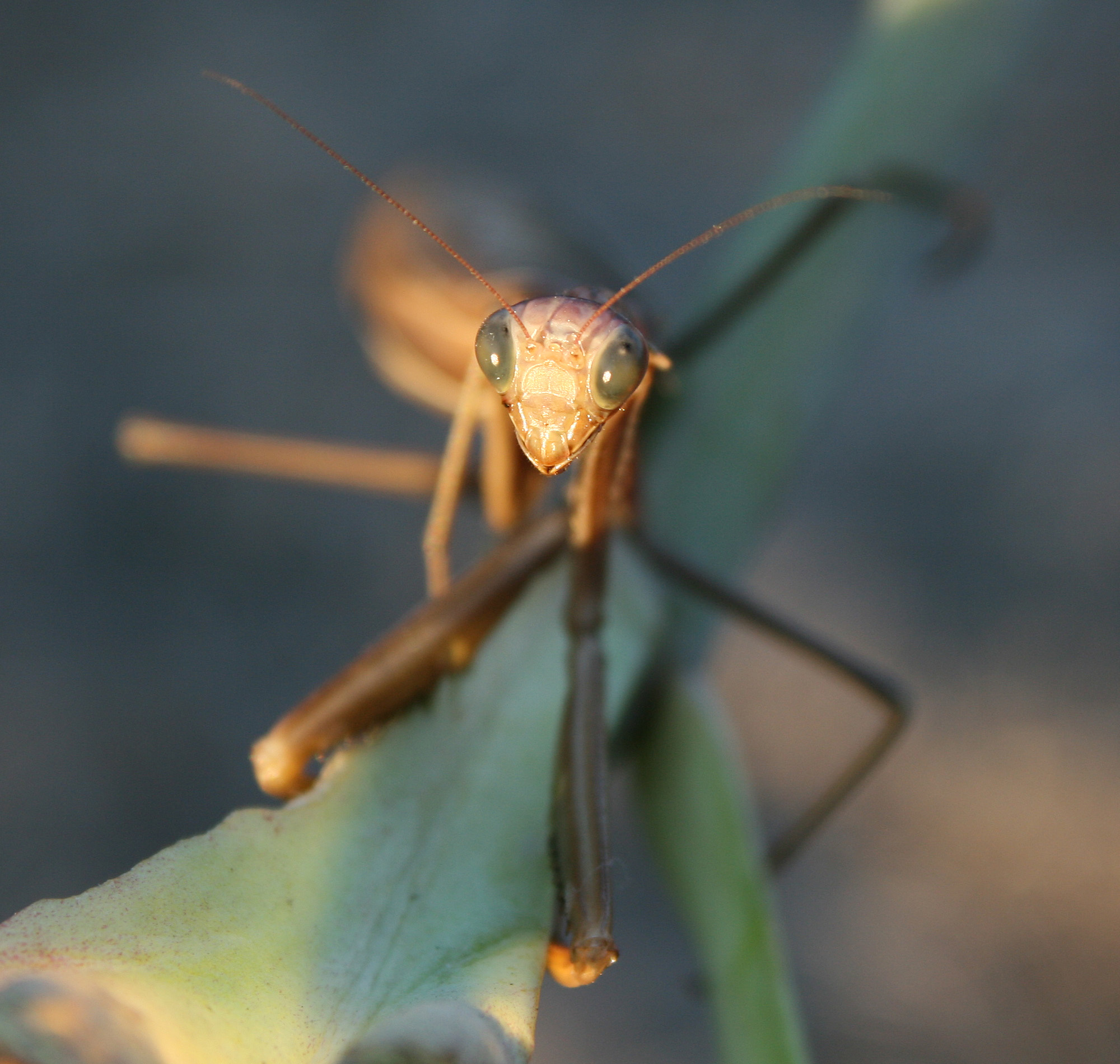
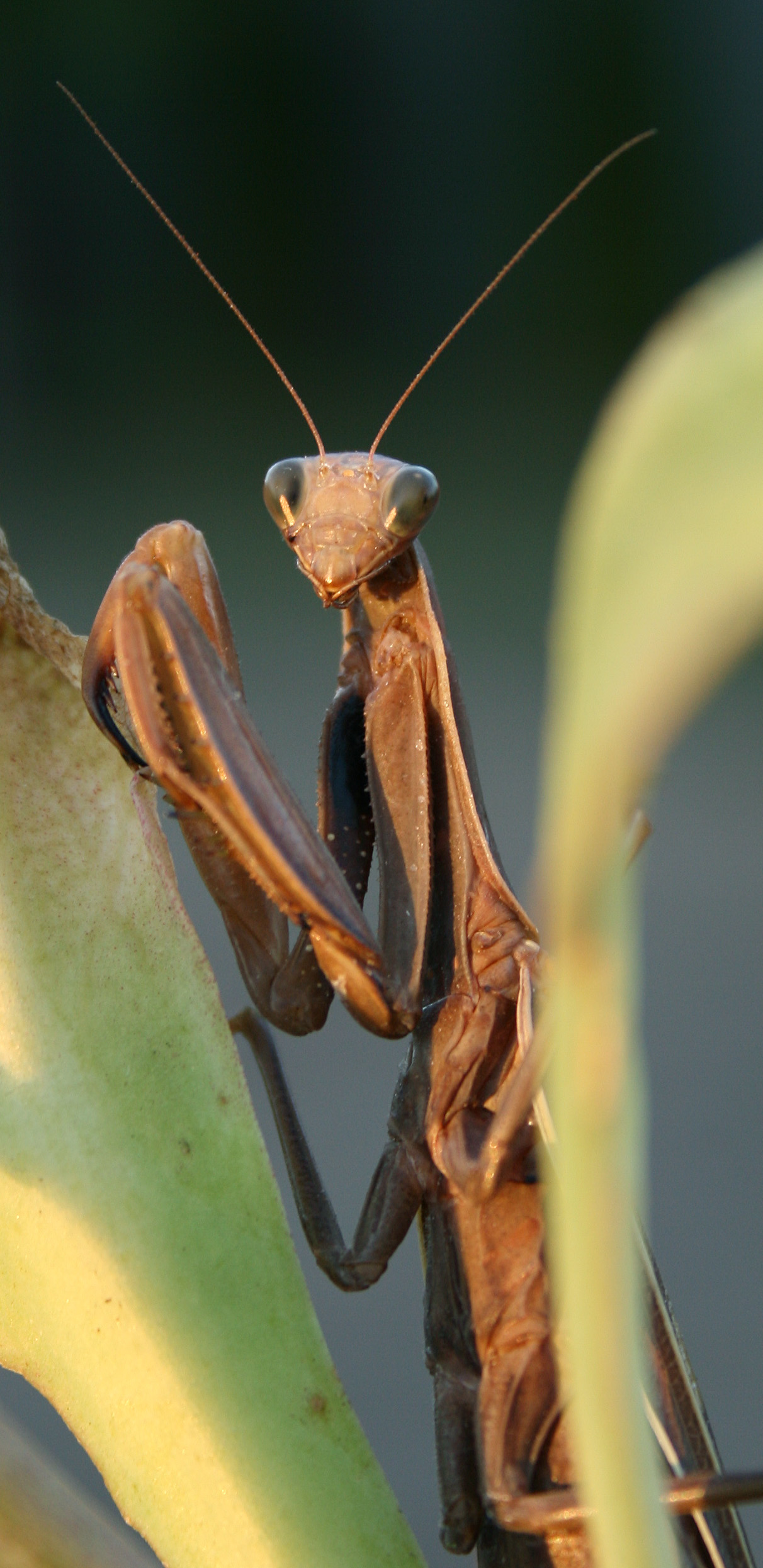
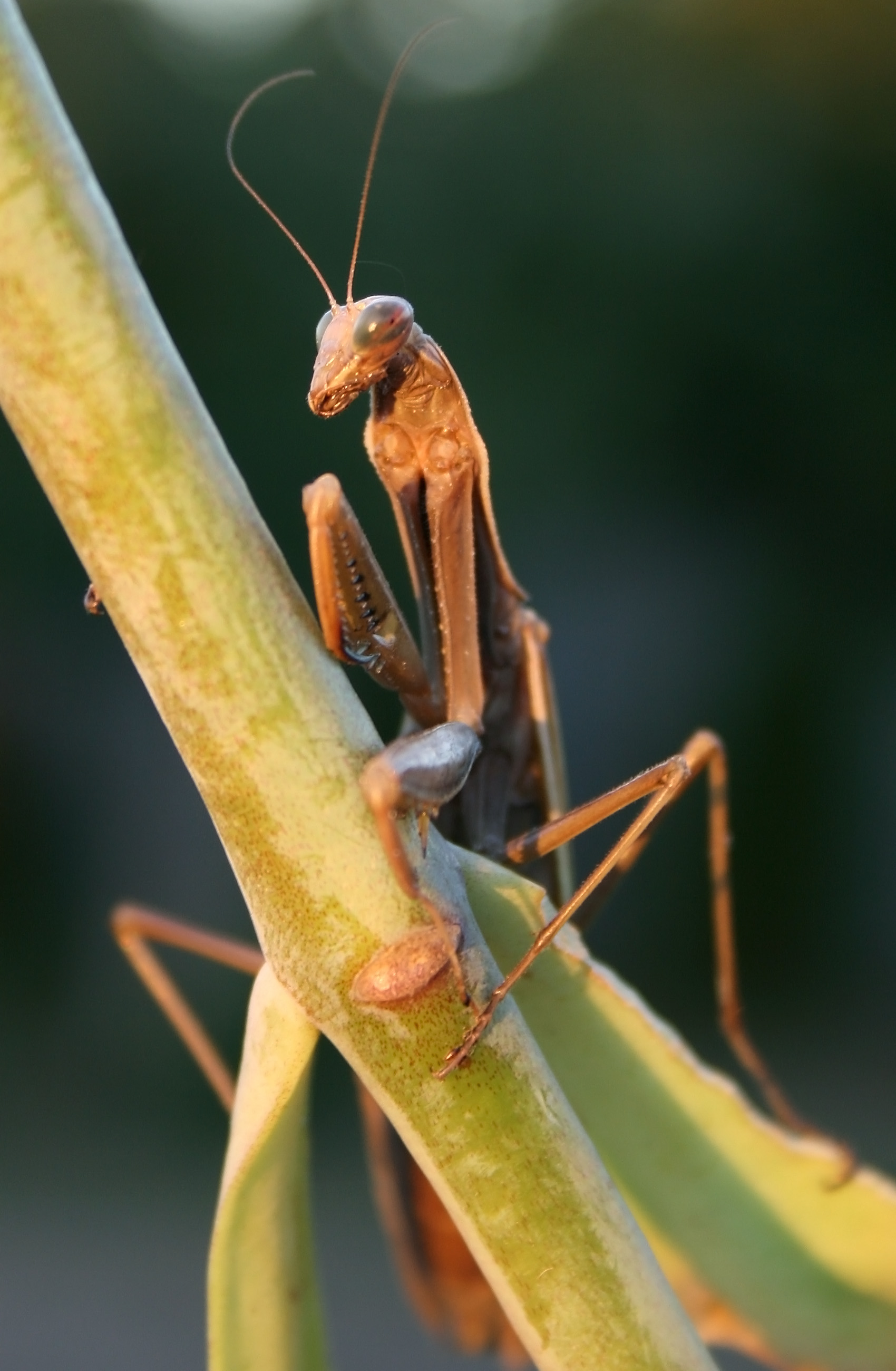
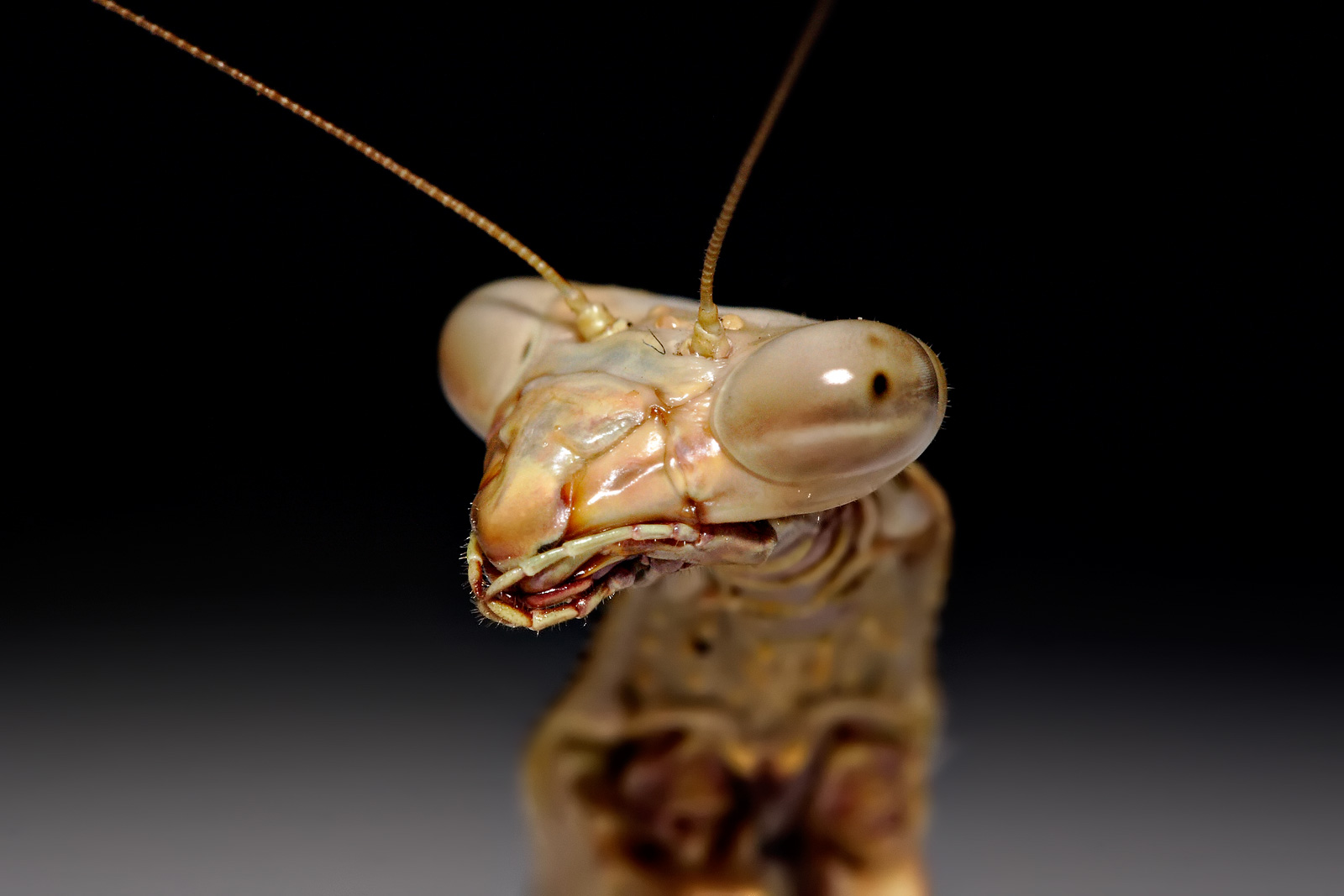
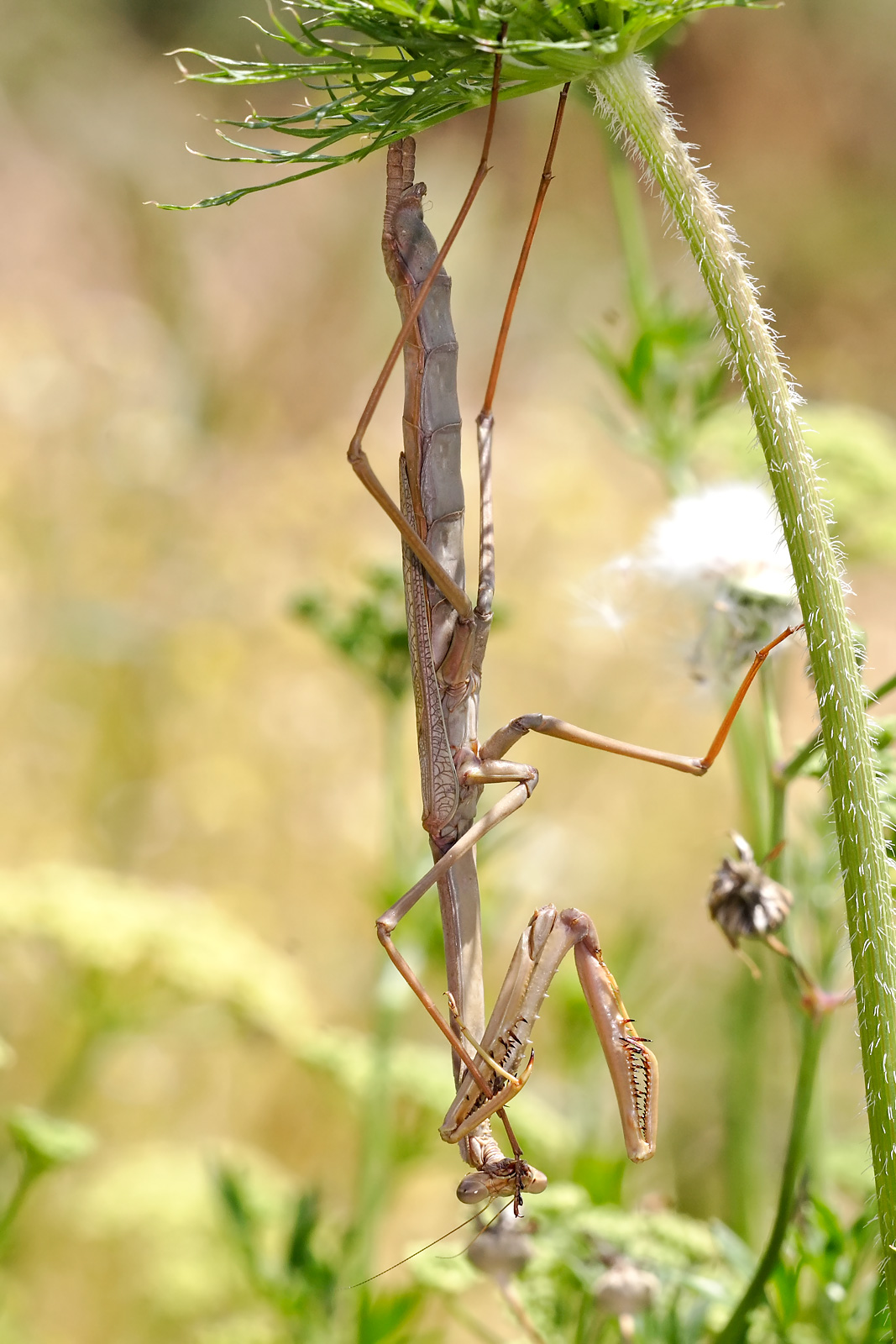
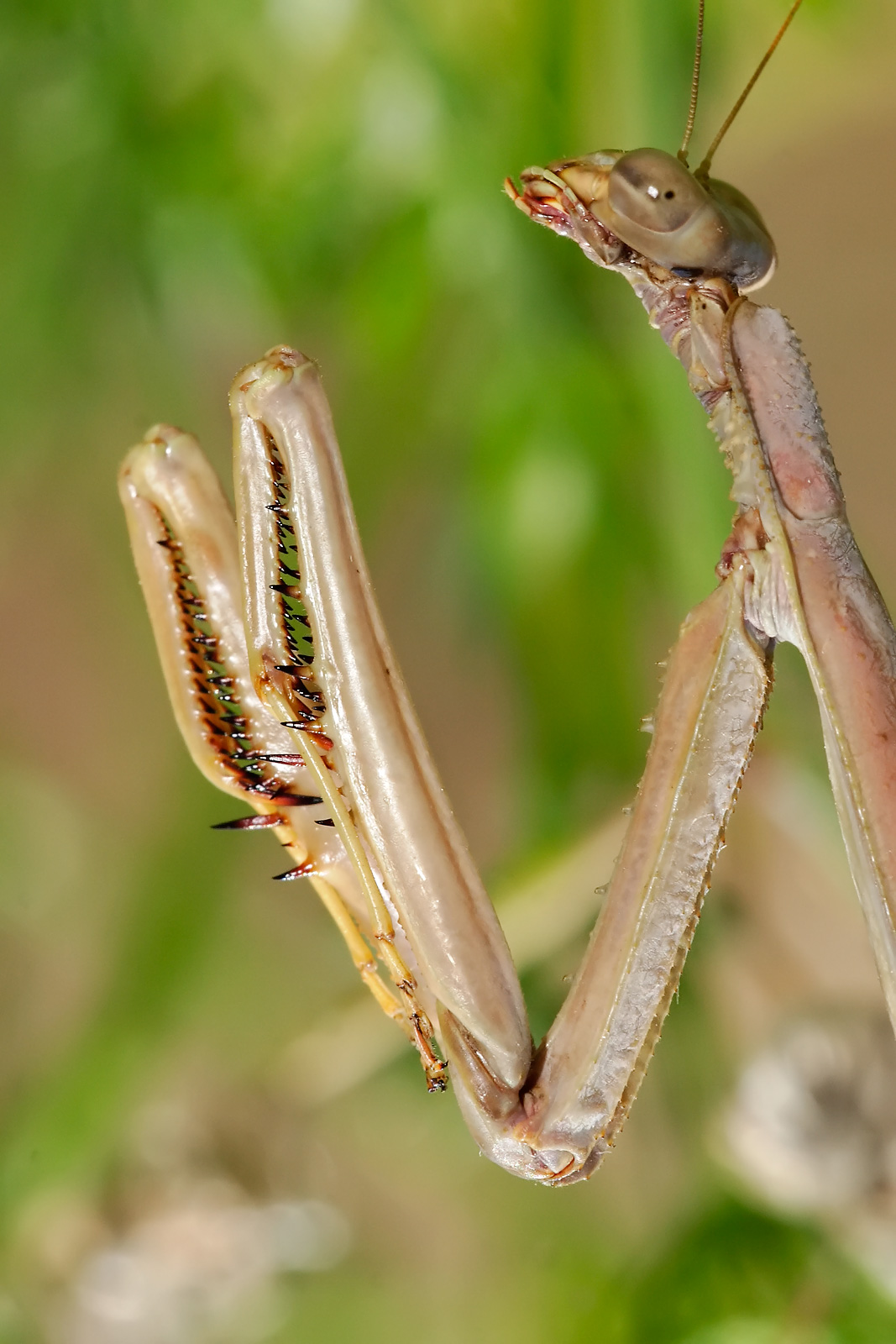